# Fragmentace souborového systému

Vizualizace fragmentace a následné defragmentace.

Fragmentace souborového systému je v informatice stav, kdy jsou data větších souborů v souborovém systému uložená po menších částech (tzv. alokačních jednotkách) rozmístěna nesouvisle. Jde o speciální případ datové fragmentace, která má negativní vliv na rychlost a latenci práce s daty uloženými na pevném disku.
Fragmentace vzniká postupně tím, jak se systém snaží při ukládání souborů využít alokační jednotky uvolněné mazáním souborů. Fragmentace způsobuje nutnost častějšího přesunu hlaviček mechanického pevného disku, což má zpomalující efekt a kvůli prodlevám (latenci) se snižuje i rychlost čtení/zápisu. Odstranění fragmentace je nazýváno defragmentace a spočívá v přesouvání dat v alokačních jednotkách tak, aby se scelila data jednotlivých souborů. Defragmentaci lze provádět v určitých intervalech (souborový systém NTFS v systémech Microsoft Windows) nebo ukládat data rovnou tak, aby byla fragmentace snížena (například souborové systémy v systému Linux).